# Johann Andreas Buttstedt
Johann Andreas Buttstedt (* 19. September 1701 in Kirchheim bei Erfurt; † 14. März 1765 in Erlangen) war ein deutscher evangelischer Geistlicher und Hochschullehrer.

## Leben
Johann Andreas Buttstedt war der Sohn des Kantors Johann Jacob Buttstedt und dessen Ehefrau Marie Cathrine (geb. Schneidewind).
Er erhielt Privatunterricht, besuchte die Andreasschule in Erfurt und kam 1712 an das Lyzeum in Sangerhausen zum Rektor Henneberg.
Er immatrikulierte sich im Sommersemester 1723 für das Studium der Philologie, Philosophie und der Theologie an der Universität Jena und hörte Vorlesungen bei Johann Franz Buddeus, Johann Georg Walch, Johann Reinhard Rus, Christian Stock (1672–1733), Johann Jacob Syrbius und Johann Jacob Lehmann (1683–1740).
Er bestand 1726 das Erste Theologische Examen in Erfurt und wurde als Kandidat zugelassen; im Wintersemester 1731/1732 studierte er an der Universität Helmstedt und hörte Vorlesungen bei Johann Lorenz von Mosheim.
1729 promovierte er an der Universität Wittenberg zum Magister phil. und hielt als Privatdozent Vorlesungen an der Universität Helmstedt über die Wolfische Philosophie.
1732 wurde er Schulrektor an der Lateinschule in Osterode am Harz, 1741 am Gymnasium Andreanum in Hildesheim, zwei Jahre später am Gymnasium Rutheneum in Gera und 1751 wurde er Direktor und Professor für Theologie am Gymnasium Casimirianum in Coburg, zugleich war er auch Inspektor der dortigen Ratsschule.
Ende 1761 wurde er als ordentlicher zweiter Professor der Theologie an die Universität Erlangen berufen und war gleichzeitig Pfarrer der Altstadt, in diesem Jahr erfolgte auch seine Aufnahme in den Senat und im Juli 1763 an der theologischen Fakultät. Während des Wintersemesters 1762/1763 war er Prorektor der Universität Erlangen.
Johann Andreas Buttstedt war verheiratet mit Agnes Elisabeth (geb. Grubeling, auch Grübbelingen); gemeinsam hatten sie neun Kinder.

## Ehrungen und Auszeichnungen
Im April 1762 ernannte ihn die theologische Fakultät der Universität Erlangen zum Dr. theol. h. c.

## Mitgliedschaften
- 1732 wurde Johann Andreas Buttstedt Ehrenmitglied der Lateinischen Gesellschaft in Jena und der Deutschen Gesellschaft in Göttingen sowie 1762 der Deutschen Gesellschaft in Erlangen.

## Schriften (Auswahl)
- Die Nothwendigkeit der Geheimniße in der wahren Religion, aus der Vernunft wider die heutige ausschweifende Vernunft des Unglaubens bewiesen. Zimmer, Leipzig 1730. (Digitalisat)
- Erbauliche Betrachtungen über die Unempfindlichkeit des Glaubens. Schröder, Braunschweig 1732. (Digitalisat)
- Vernünftige Gedanken über die Geheimniße überhaupt, und insonderheit über das Geheimniß der heiligen Dreyeinigkeit. Meißner, Leipzig/Wolfenbüttel 1735. (Digitalisat)
- Vernünftige Gedanken über die Natur Gottes, sowohl nach ihren sittlichen als natürlichen Vollkommenheiten betrachtet. Meißner, Leipzig/Wolfenbüttel 1736.
- Unvorgreifliche Gedanken über die weise Aufrechthaltung des Protestantismi durch die äusserliche Staatsverfaßung der Welt. Hartz, Hildesheim 1742.
- Kurzgefaßter Beweis, daß die Liederlichkeit und die ruchlose Lebensart unter der heutigen Jugend eine der Hauptursachen des Verfalls der mehresten protestantischen Schulen in Teutschland sey. Hildesheim 1743.
- Unvorgreifliche Gedanken über die Einrichtung der Schulen zu dem gemeinen Nutzen der Welt. Hildesheim 1743.
- Celsissimorum Heinricorum diem anniversarium sacrum augustum felicem esse iubet, simulque commentatione breviori de necessitate et methodo veritatem religionis Christianae in scholis docendi ad actum oratorium. Gera 1744 (reader.digitale-sammlungen.de).
- Illustris Ruthenei Collegium Lectori. Gera 1744 (books.google.de).
- Vernünftige Gedanken vom Ursprung des Bösen. Wolfenbüttel 1747.
- Schrift- und vernunftmäßige Gedancken von dem Glauben der ungetauften Christen-Kinder. Wolffenbüttel 1748 (reader.digitale-sammlungen.de).
- Beweis, daß die Religion die erste und vornehmste Stütze der Glückseligkeit eines Staates sey. Gera 1750.
- Mit Pauli Beweise der Wahrheit der Auferstehung Jesu Christi aus dem Glauben und dem heiligen Leben der Christen ladet zu der feyerlichen Begehung des heiligen Osterfestes ein Johann Andreas Buttstett, des illustr. Casimiriani Dir. Coburg 1754 (gdz.sub.uni-goettingen.de).
- De Platonicorum reminiscentia optima sanctioris doctrinae methodo strictim. Erlangen 1761 (books.google.de).